# Ramin (ród)
Ramin – pomorski ród szlachecki wywodzący się z Ramina pomiędzy Löcknitz a Grambow, uznany za arystokratyczny na całym Pomorzu Przednim. Potomkowie rodu istnieją do dziś.

## Historia
Istnieje wiele źródeł informujących o pierwszym, udokumentowanym pojawieniu się rodu. Jedno źródło wskazuje na istnienie dokumentu z 1188, w którym mowa o pewnym Unonie von Ramin. Inne źródło z kolei powołuje się na datę 15 kwietnia 1280, kiedy to mowa po raz pierwszy o Otto de Rambyn. Linię macierzystą rozpoczyna Otto von Ramin w 1375 r. Oprócz Ramina, rodzina posiadała jeszcze inne lenna i dobra jak Kyritz, Lebehn, a od 1544 Stolzenburg (ob. Stolec). W 1449 mogli oni już nawet nabyć kompletne miasteczko Brüssow, które w tym czasie należało do Pomorza. I pozostało ono w ich rękach do 1725 r., do czasów brandenburskich. 